# Dactylopus
Dactylopus is een geslacht van straalvinnige vissen uit de familie van pitvissen (Callionymidae). Het geslacht is voor het eerst wetenschappelijk beschreven in 1859 door Gill.

## Soorten
- Dactylopus dactylopus (Valenciennes, 1837)
- Dactylopus kuiteri (Fricke, 1992)